# Can Yaman
Can Yaman (* 8. listopadu 1989 Istanbul) je turecký herec, model a právník. Za roli v Cana v Zasněné lásce získal v roce 2018 Golden Butterfly Award pro nejlepšího herce v romantické komedii. V roce 2019 se umístil na 7. místě časopisu Gentlemen's Quarterly v kategorii Muž roku. Zahrál si také v televizních seriálech Gönül İşleri, İnadına Aşk, Hangimiz Sevmedik, Dolunay a v roce 2020 začal točit seriál Bay Yanlış (Recept na lásku).

## Život
Yaman se narodil 8. listopadu 1989 v Istanbulu v Turecku. Jeho dědeček z otcovy strany je imigrant z Kosova. Babička z otcovy strany pochází ze Severní Makedonie. Je synovcem fotbalového trenéra Fuata Yamana. Od brzkého věku byl Can vychováván babičkami z důvodu finančních potíží, jimž čelili jeho rodiče.  Když bylo Canovi 5 let, jeho rodiče se rozvedli.
Základní a střední školu studoval Yaman na Bilfen Kolej, poté vystudoval italské lyceum v Istanbulu (Liceo Italiano di Istanbul). Zde absolvoval coby student s nejlepším hodnocením od založení této instituce. V roce 2012 absolvoval Právnickou fakultu na Yeditepe University, a následně začal pracovat v PricewaterhouseCoopers, kde se setkal se svými současnými partnery advokátní kanceláře. Ve 24 letech pracoval Yaman na fúzích a akvizicích a psal články do finanční rubriky novin Dunya. I přes rostoucí úspěch v oblasti obchodního práva, začal zjišťovat, že tato práce není pro něj. V roce 2018 uvedl Yaman pro časopis Hello!: „Cítil jsem, že se mi otevírá svět, zatímco já sedím v kanceláři v obleku, který mě neskutečně vytáčí. Když mi dali roční dovolenou, odešel jsem a už se nevrátil. Příště mě kolegové viděli až v televizi.“ Během této letní dovolené Yaman odcestoval za babičkou do Bodrumu. Tam se setkal se svými současnými manažery Cuneytem Sayilem a Ilkerem Bilgi.

## Kariéra
Can Yaman započal svou kariéru v roce 2014 seriálem Gönül İşleri. Zlomovým bodem jeho kariéry byl televizní seriál Dolunay (Příchuť lásky). V roce 2016 si zahrál v seriálu Hangimiz Sevmedik. Média později uvedla, že Yaman poranil svou kolegyni Selen Soyder, když po ní hodil sklenici. Pro napadení bylo zahájeno soudní líčení, v němž byl Yaman byl shledán vinným.
Mezi roky 2018 a 2019 ztvárnil jednu z hlavních rolí „Cana“ v turecké telenovele Erkenci Kuş (Zasněná láska). Kolegyní se mu stala herečka Demet Özdemir. Za roli Cana v roce 2019 proměnil cenu pro nejlepšího zahraničního herce na Murex D'or v libanonském Bejrútu. Téhož roku rovněž vyhrál cenu E! News za hlavní mužskou roli.
V roce 2020 hrál Υaman hlavní roli Özgüra Atasoye v turecké telenovele Bay Yanlış (Recept na lásku). Kolegyní mu tentokrát byla Özge Gürel. Seriál je produkován společností Golden Film a režírovan Denizem Yorulmazerem. Za scénářem stojí Aslı Zengin a Banu Zengin Tak. Premiéru seriál měl v červnu 2020 na stanici FOX.
V roce 2020 se Can Yaman stal tváří turecké oděvní značky TUDORS, s níž uzavřel smlouvu na 2 roky v hodnotě 3 milionů TL.
Na začátku roku 2021 podepsal Yaman smlouvu na natočení remaku kultovního seriálu z 80. let Sandokan. Jen za první řadu má obdržet více než 1 milion eur.

## Filmografie
| Televizní seriál | Televizní seriál   | Televizní seriál | Televizní seriál |
| Rok              | Titul              | Role             | Poznámky         |
| ---------------- | ------------------ | ---------------- | ---------------- |
| 2014             | Gönül İşleri       | Bedir            | hlavní role      |
| 2015             | İnadına Aşk        | Yalın Aras       | hlavní role      |
| 2016             | Hangimiz Sevmedik  | Tarık Çam        | hlavní role      |
| 2017             | Dolunay            | Ferit Aslan      | hlavní role      |
| 2018–2019        | Zasněná láska      | Can Divit        | hlavní role      |
| 2020             | Bay Yanlış         | Özgür Atasoy     | hlavní role      |
| 2022             | Viola come il mare | Francesco Demir  | hlavní role      |
| 2023             | El Turco           | Hasan Balaban    | hlavní role      |
| 2024             | Sandokan           | Sandokan         | hlavní role      |

## Ocenění a nominace
| Ocenění | Ocenění                          | Ocenění                                   | Ocenění   |
| Rok     | Cena                             | Kategorie                                 | Výsledek  |
| ------- | -------------------------------- | ----------------------------------------- | --------- |
| 2018    | Ocenění Pantene Golden Butterfly | Nejlepší herec v romantické komedii       | vítězství |
| 2018    | Ocenění Pantene Golden Butterfly | Nejlepší televizní pár (s Demet Özdemir ) | nominace  |
| 2018    | Media and Art Awards (Magazinn)  | Pár roku (s Demet Özdemir)                | vítězství |
| 2019    | Muži roku GQ                     | Vycházející herec                         | vítězství |
| 2019    | Murex d'Or                       | Nejlepší zahraniční herec                 | vítězství |
| 2019    | Ocenění pro mládež v Turecku     | Nejlepší herec v televizním seriálu       | vítězství |
| 2019    | Ocenění za kvalitu               | Nejlepší herec                            | vítězství |
| 2019    | Anketa TV Leading Man of 2019    | Nejlepší herec hlavní role v televizi     | vítězství |
| 2020    | Ocenění PRODU Awards 2020        | Nejlepší herec v cizojazyčném seriálu     | nominace  |